# Phalaris maderensis
Phalaris maderensis — вид рослин з родини тонконогові (Poaceae), ендемік Мадейри.

## Опис
Однорічна трав'яниста рослина, росте в скупченнях або жмутках. Стебла 10–50 см. Листові пластини довжиною 6–15 см; шириною 3–7 мм. Суцвіття — лінійна або довгаста або яйцювата волоть 2.5–5 см завдовжки. Колоски поодинокі. Родючі колоски сидячі. Колоски 4.5–4.8 мм довжиною; розпадаються в зрілості; роз'єднуючись нижче кожної родючої квітки. Нижня колоскова луска еліптична, 4.5–4.8 мм довжиною, верхня колоскова луска еліптична, 4.5–4.8 мм довжиною. Поверхні лемів та квіткових лусок запушені. Пиляків 3. Зав'язь гладка. Зернівка 1.8 мм завдовжки.

## Поширення
Ендемік архіпелагу Мадейра (о-ви Мадейра, Порту-Сантош).
Зростає серед спекотних чагарників.

## Загрози та охорона
Основними описаними загрозами є конкуренція з екзотичними та місцевими видами.
Phalaris maderensis наведено в Додатку II Директиви про біографію та в Додатку I Конвенції про охорону європейської дикої природи та природних середовищ існування (Бернська конвенція).